# Pseudogriphoneura scutellata
Pseudogriphoneura scutellata är en tvåvingeart som beskrevs av Charles Howard Curran 1934. Pseudogriphoneura scutellata ingår i släktet Pseudogriphoneura och familjen lövflugor.
Artens utbredningsområde är Guyana. Inga underarter finns listade i Catalogue of Life.